# Heinz von Gyldenfeldt
Heinz von Gyldenfeldt (* 15. August 1899 in Bromberg; † 23. August 1971 in Hamburg) war ein deutscher Generalleutnant des Heeres der Wehrmacht.

## Leben
Gyldenfeldt wurde als Sohn eines höheren preußischen Beamten geboren und diente im Ersten Weltkrieg im 1. Garde-Feldartillerie-Regiment, wo er den Rang eines Leutnants erreichte. Er setzte seine Karriere in der Reichswehr fort und schlug die Laufbahn eines Generalstabsoffiziers ein.
Gyldenfeldt diente zu Beginn des Zweiten Weltkriegs als Erster Generalstabsoffizier (Ia) der 212. Infanterie-Division im Range eines Oberstleutnants. In der ersten Phase des Westfeldzugs war er Verbindungsoffizier des OKH zur Panzergruppe Kleist. Ende Mai 1940 wurde er zum Ia im Generalstab der 9. Armee ernannt, in welcher Position er bis März 1941 verblieb. Nach kurzem Aufenthalt in der Führerreserve wurde er anschließend als Adjutant im Oberkommando des Heeres und von Juni bis zu dessen Entlassung im Dezember 1941 als Erster Generalstabsoffizier beim Oberbefehlshaber des Heeres, Walther von Brauchitsch, verwendet.
Im Mai 1942 wurde Gyldenfeldt Erster Generalstabsoffizier des vorläufigen Stabes der späteren Heeresgruppe A unter Wilhelm List, die die Aufgabe hatte, im Rahmen der deutschen Sommeroffensive in den Kaukasus vorzustoßen. In dieser Position verblieb er bis zum Juli des folgenden Jahres. Anschließend wurde er zum Generalmajor befördert, zum Deutschen General beim italienischen Armeeoberkommando 11 auf dem Balkan ernannt und war als solcher in den Fall Achse eingebunden. Von Herbst 1943 bis Mai 1944 war Gyldenfeldt dann Generalstabschef der 4. Armee an der Ostfront, bevor er als Chef des Generalstabs zur neugebildeten Armeegruppe G in Südfrankreich ernannt wurde. Im September 1944 erneut in die Führerreserve versetzt, kam er im Oktober als Generalstabschef der Heeresgruppe F/Oberbefehlshaber Südost erneut auf den Balkan. Seine letzte Stellung war ab Ende März 1945 die des Generalstabschefs der Heeresgruppe Süd, die er bis Kriegsende innehatte. Aus der Internierung wurde er im Dezember 1947 entlassen.
Gyldenfeldt verfasste für die Historical Division der US-Armee mehrere Schriften, unter anderem zu seiner Zeit im OKH.

## Auszeichnungen
- Deutsches Kreuz in Gold am 28. Juli 1943